# Harmony, Minnesota
Harmony là một thành phố thuộc quận Fillmore, tiểu bang Minnesota, Hoa Kỳ. Năm 2010, dân số của thành phố này là 1020 người.

## Dân số
- Dân số năm 2000: 1080 người.
- Dân số năm 2010: 1020 người.